# پرواز شماره ۱۲۹ ایر چاینا
پرواز شمارهٔ ۱۲۹ ایر چاینا (CCA129/CA129)یک پرواز بین‌المللی برنامه‌ریزی‌شده بود که توسط هواپیمایی حامل پرچم کشور چین، ایر چاینا، از فرودگاه بین‌المللی پکن در چین به فرودگاه بین‌المللی گیمهی، در بوسان کره جنوبی پرواز می‌کرد. در ۱۵ آوریل ۲۰۰۲ میلادی، هواپیمای این مسیر، یک فروند بوئینگ ۷۶۷ بود که در نزدیکی بوسان به مانعی برخورد کرد و آتش گرفت که در نتیجهٔ آن ۱۲۹ تن از ۱۶۶ سرنشین آن کشته‌شدند.

## سانحه

ترسیم چیدمان صندلی‌ها

هواپیما در ساعت ۰۸:۳۷ به وقت محلی (۰۰۳۷ ساعت هماهنگ جهانی) فرودگاه را ترک کرده تا پرواز دو ساعتهٔ خود به سمت کُره را آغاز کند. پس از گذشت حدود دو ساعت از پرواز، هواپیما به نزدیکی فرودگاه بین‌المللی گیمهی می‌رسد در شرایطی که باران خفیفی در حال بارش بوده و هوا به شدت مه‌آلود است. واحد کنترل ترافیک هوایی، هواپیما را به سمت باند ۳۶ چپ هدایت نموده تا پس از انجام مانور سیرکلینگ، بر روی باند شمارهٔ ۱۸ راست (همان باند شمارهٔ ۳۶ چپ اما در جهت مخالف) فرود آید.
هواپیما به نزدیکی باند شمارهٔ ۳۶ چپ رسیده و مانور را جهت فرود بر روی جهت مخالف باند آغاز می‌نماید. ناگهان هواپیما با سرعت با مانعی برخورد کرده و دچار آتش‌سوزی می‌گردد. به سرعت نیروهای جستجو و نجات به محل اعزام می‌شوند. تیم‌های آتش‌نشانی با تلاش فراوان آتش را مهار می‌کنند و پس از پیدا کردن سرنشینان، آن‌ها را بیرون می‌کشند. تعدادی از مسافران از جمله کاپیتان زنده یافت می‌شوند. پس از کمی جستجو جعبه‌های سیاه هواپیما پیدا می‌شوند. در این سانحه ۱۲۹ سرنشین هواپیما کشته شده و تنها ۳۷ تن از سرنشینان زنده می‌مانند.

## هواپیما
هواپیما یک فروند بوئینگ ۷۶۷ بود که تحت شمارهٔ B-2552 در چین ثبت شده‌بود و در سال ۱۹۸۵ میلادی به ایر چاینا تحویل داده شده‌بود. شمارهٔ سریال بوئینگ آن ۲۳۳۰۸ و شمارهٔ لاین آن ۱۲۷ بود. این هواپیما بیش از ۴۰٫۰۰۰ ساعت پرواز کرده‌بود و حدود ۱۴٫۵۰۰ پرواز انجام داده‌بود.

## مسافران و خدمه
| ملیت      | مسافر | خدمه | مجموع |
| --------- | ----- | ---- | ----- |
| چین       | ۱۹    | ۱۱   | ۳۰    |
| کره جنوبی | ۱۳۵   | ۰    | ۱۳۵   |
| ازبکستان  | ۱     | ۰    | ۱     |
| مجموع     | ۱۵۵   | ۱۱   | ۱۶۶   |

از میان ۱۵۵ مسافر این پرواز، ۱۳۵ تن اهل کره جنوبی، ۱۹ تن اهل چین، و یک نفر اهل ازبکستان بود.

## تحقیقات
با بررسی جعبه‌های سیاه بازرسان متوجه می‌شوند که در هنگام رسیدن هواپیما به باند، کمک خلبان سیستم خلبان خودکار را غیرفعال نموده و آغاز به پرواز به صورت دستی کرده‌است. کمک خلبان در هنگام آغاز مانور فاصلهٔ مناسب از باند را رعایت نکرده، به‌طوری که در هنگام انجام مانور تنها یک مایل با باند فاصله داشته که این فاصله برای آن هواپیما بسیار کم بوده و در هنگام گردش نهایی به سمت باند ۱۸ چپ، هواپیما از منطقهٔ ایمن و تعریف شده برای انجام مانور خارج می‌شود.
همچنین اطلاعات جعبه سیاه نشان می‌دهند که به دلیل شرایط آب و هوایی، خلبانان در هنگام انجام مانور قادر به دیدن باند فرودگاه یا چراغ‌های مشخص‌کنندهٔ آن نبوده‌اند. پس از گذشت چند ثانیه کمک خلبان به کاپیتان اخطار می‌دهد که با توجه به از دست‌دادن هرگونه نشانه‌ای از باند فرودگاه باید مجدداً اوج‌گیری کرده و تقرب دیگری را امتحان کنند. پس از بهبودی خلبان با وی مصاحبه‌ای صورت می‌گیرد که وی اذعان دارد در زمانی که در حال انجام دادن مانور بوده هیچ‌یک از چراغ‌های تقرب باند فرودگاه را ندیده‌است. اما با بررسی تیم بررسی سوانح مشخص می‌گردد که این چراغ‌ها در زمان انجام مانور روشن بوده‌اند.

### گزارش نهایی
در نهایت گزارش نهایی که باعث وقوع این سانحه شده بودند توسط تیم بازرسی سوانح کره در ۴ مارس ۲۰۰۵ میلادی چنین اعلام شد:
1. خدمهٔ پرواز هیچگونه آگاهی نسبت به ارتفاع حداقلی پرواز با آن هواپیما در آن شرایط آب و هوایی نداشتند؛ لذا متوجهٔ ارتفاع پایین پروازی خود نشده و با عوارض زمین برخورد کرده‌اند.
2. ضعف در مدیریت منابع خدمه و از دست دادن آگاهی موقعیت باعث شده بود هواپیما از منطقهٔ مجاز برای انجام این مانور خارج شده و با توجه به پرواز در ارتفاع بسیار پایین با عوارض برخورد کند.
3. خدمهٔ پرواز به محض از دست‌دادن نشانه‌های باند فرودگاه، اقدام به انجام تقرب دیگری نکرده و به پرواز خود ادامه داده‌اند.
4. کمک خلبان چند ثانیه پیش از سانحه به کاپیتان پرواز اخطار می‌دهد که بنا بر شرایط و رویت‌نکردن باند فرودگاه یا چراغ‌های آن باید اقدام به اوج‌گیری مجدد کنند. خلبان پرواز هیچ واکنشی از خود نشان نداده و کمک خلبان هم به هر دلیلی مثل داشتن شرم کنترل هواپیما را در دست نگرفته‌است.
5. مسئول بخش کنترل ترافیک هوایی به دلیل اینکه آگاه به ابعاد آن هواپیما نبوده لذا مجوز کاهش ارتفاع هواپیما به ارتفاع ۷۰۰ پایی را به جای ۱۱۰۰ پایی صادر کرده‌است.